# Heartburn
Heartburn és una pel·lícula estatunidenca de Mike Nichols estrenada el 1986, protagonitzada per Meryl Streep i Jack Nicholson. El guió és de Nora Ephron basat en la novel·la autobiogràfica del mateix nom, inspirada en el seu segon matrimoni tempestuós, amb Carl Bernstein i el seu afer amb Margaret Jay, Baronessa Jay de Gaig de Paddington, la filla de l'anterior Primer ministre del Regne Unit James Callaghan.
La cançó de tema de la pel·lícula, "Coming Around Again", escrita per Carly Simon, va arribar al lloc 18 en el Billboard Hot 100 i el lloc 5 en l'Adult Contemporary.

## Argument
Rachel (Streep) és una famosa escriptora d'una revista de Nova York que prioritza la seva carrera a l'amor i a la maternitat. Mark (Nicholson) és periodista i, a més un faldiller empedreït. Ella viu a Nova York. Ell a Washington. Es coneixen en un casament i finalment s'enamoren, malgrat les seves reserves pel matrimoni. Compren una casa, tenen una filla, i Rachel pensa que són feliços fins que descobreix que Mark té un afer mentre dona voltes amb un segon embaràs.

## Repartiment
- Meryl Streep: Rachel Samstat
- Jack Nicholson: Mark Forman
- Jeff Daniels: Richard
- Maureen Stapleton: Vera
- Stockard Channing: Julie Siegel
- Richard Masur: Arthur Siegel
- Catherine O'Hara: Betty
- Steven Hill: Harry Samstat
- Milos Forman: Dmitri
- Mamie Gummer: Annie Forman (als crèdits Natalie Stern)
- Kenneth Welsh: Dr. Appel
- Kevin Spacey: el lladre del metro
- Mercedes Ruehl: Eve
- Natasha Lyonne: la neboda de Rachel
- Tony Shalhoub: un passatger de l'avió

## Al voltant de la pel·lícula
- Primer paper en el cinema de Kevin Spacey i de Tony Shalhoub (Monk).
- Jack Nicholson i Meryl Streep es trobaran un any més tard en Espina de ferro (Ironweed). Meryl Streep retrobarà Jeff Daniels setze anys més tard a The Hours.